# Gonzalo Luján
Pour l’article homonyme, voir Luján.
Gonzalo Luján, né le 27 avril 2001 à Buenos Aires, est un footballeur argentin qui joue au poste de défenseur central au San Lorenzo.

## Biographie

### Carrière en club
Né à Buenos Aires en Argentine, Gonzalo Luján est formé par le San Lorenzo, où il commence sa carrière professionnelle en championnat d'Argentine.

### Carrière en sélection
En janvier 2024, il prend part au Tournoi pré-olympique avec l'équipe d'Argentine des moins de 23 ans en 2024,.
L'Argentine termine deuxième de la compétition après avoir battu et éliminé le Brésil lors de la dernière journée, se qualifiant ainsi pour les Jeux olympiques,.

## Palmarès
Argentine -23 ans
- Tournoi pré-olympique sud-américain
  - Deuxième en 2024